# Simpang Kemili
Simpang Kemili is een bestuurslaag in het regentschap Aceh Tengah van de provincie Atjeh, Indonesië. Simpang Kemili telt 671 inwoners (volkstelling 2010).